# Volksstaat Reuß
Der von 1919 bis 1920 existierende Volksstaat Reuß war ein Land des Deutschen Reichs im Osten des heutigen Thüringen. Der Volksstaat Reuß hatte eine nicht zusammenhängende Fläche von 1143 Quadratkilometern, 211.324 Einwohner (1919) und war in drei Bezirksverbände gegliedert.

## Geschichte
Bereits vor dem Ersten Weltkrieg wurden seit 1908 die beiden Fürstentümer Reuß älterer Linie mit der Hauptstadt Greiz und Reuß jüngerer Linie mit der Hauptstadt Gera von Fürst Heinrich XXVII. aus der jüngeren Linie in Personalunion regiert. Nach dem Sturz der Monarchie und der Ausrufung der Republik in der Novemberrevolution erklärte er am 11. November 1918 seinen Rücktritt. Die beiden reußischen Fürstentümer wurden Freistaaten und bildeten ab dem 21. Dezember 1918 eine Verwaltungsgemeinschaft.
Am 2. Februar 1919 wurden in beiden Freistaaten Landtagswahlen abgehalten, die die USPD für sich entschied. Am 4. April beschloss der vereinigte reußische Landtag das Gesetz über die Vereinigung der beiden reußischen Freistaaten zu einem Volksstaat Reuß, sowie über die vorläufige Verfassung und Verwaltung. Nach der Vereinigung wurde eine Regierung mit den parteilosen Staatsministern Karl von Brandenstein aus Gera und William Oberländer aus Greiz gebildet.
Am 1. Mai 1920 schlossen sich der Volksstaat Reuß und sechs weitere thüringische Kleinstaaten zum Land Thüringen zusammen. Bis März 1923 bestand aber das „Gebiet Reuß“ als Kommunalverband höherer Ordnung mit eigener Gebietsregierung und Gebietsversammlung fort. Dessen Kompetenzen gingen Schritt für Schritt auf das Land über. Zudem musste in den ersten 15 Jahren nach dem Inkrafttreten der Thüringer Landesverfassung von 1921 stets ein Mitglied der Landesregierung aus Reuß kommen.

## Verwaltungsgliederung
Durch die Bestimmungen des Vereinigungsgesetzes wurden drei Bezirksverbände eingerichtet:
- Der Bezirksverband Gera umfasste das Gebiet des alten Landratsamts Gera außer dessen Exklaven Triebes und Hohenleuben, die dem Bezirksverband Greiz zugeordnet wurden.
- Der Bezirksverband Greiz umfasste das Gebiet des alten Landratsamts Greiz außer dessen Exklaven Burgk und Rauschengesees, die dem Bezirksverband Schleiz zugeordnet wurden, sowie einigen Gemeinden des alten Landratsamts Schleiz.
- Der Bezirksverband Schleiz umfasste den größten Teil des alten Landratsamts Schleiz sowie die Exklaven Burgk und Rauschengesees des alten Landratsamts Greiz.

## Wahl zum Landtag
Am 2. Februar 1919 wurden in beiden Freistaaten Landtagswahlen abgehalten. Aus ihnen ging jeweils die USPD als Sieger hervor.

### Freistaat Reuß älterer Linie
- Sitze im Landtag: 15
- Wahlbeteiligung: 74,7 %

| Partei | Ergebnis | Sitze   |
| ------ | -------- | ------- |
| USPD   | 44,51 %  | 7 Sitze |
| DDP    | 22,67 %  | 4 Sitze |
| DNVP   | 16,95 %  | 2 Sitze |
| SPD    | 15,97 %  | 2 Sitze |

### Freistaat Reuß jüngerer Linie
- Sitze im Landtag: 21
- Wahlbeteiligung: 81,9 %

| Partei    | Ergebnis | Sitze    |
| --------- | -------- | -------- |
| USPD, SPD | 62,16 %  | 13 Sitze |
| DNVP, DVP | 21,04 %  | 05 Sitze |
| DDP       | 16,80 %  | 03 Sitze |

## Flagge und Wappen
Flagge des Volksstaats wurde Schwarz-Rot-Gold. Das Wappen des Volksstaates Reuß zeigte in Tradition der Heraldik der Vögte von Weida einen goldenen Löwen mit roter Bewehrung und einer roten Krone auf einem schwarzen Schild.